# Haico Scharn

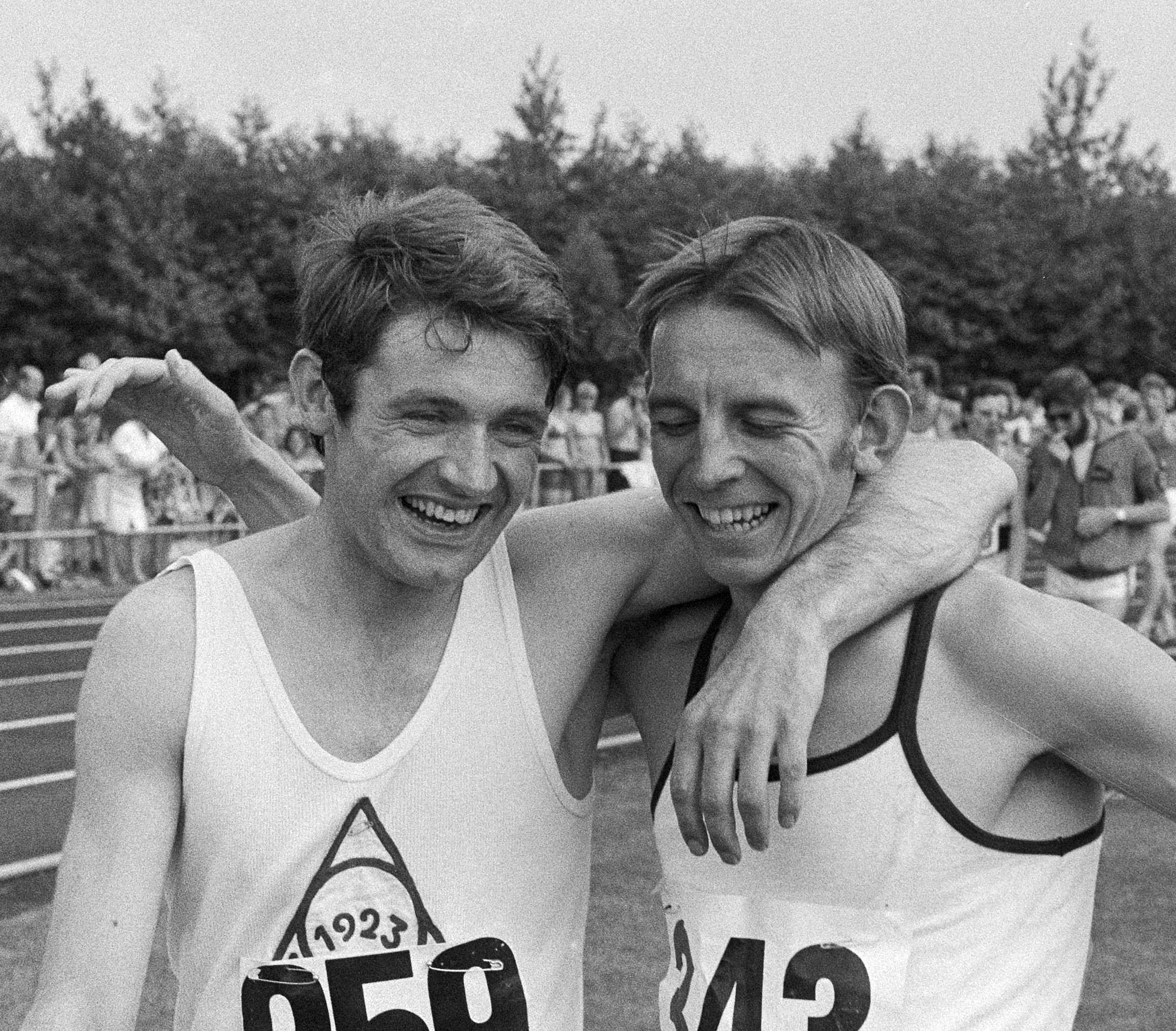
Bram Wassenaar (links) en Haico Scharn, na als één en twee te zijn geëindigd op de 1500 m tijdens de NK van 1971 in Drachten.

Helprich Haico Stephanus Adrianus (Haico) Scharn (Gemert, 18 juni 1945 - Culemborg, 10 juni 2021) was een Nederlandse atleet, die zich had toegelegd op de middellange afstanden, met name de 1500 m. Hij nam eenmaal deel aan de Olympische Spelen. Hij is ook de eerste Nederlander die de Engelse mijl binnen de vier minuten aflegde.

## Loopbaan
Scharn nam op de Olympische Spelen van 1972 deel aan de 1500 m, maar haalde niet de finale. Twee jaar later werd hij vierde op deze afstand bij de Europese kampioenschappen in Rome.
In zijn loopbaan is Scharn lid geweest van atletiekverenigingen GVAC (Veldhoven) en CIKO '66 (Arnhem). Na gestopt te zijn met hardlopen heeft hij gewerkt als coach, als trainer van atleten als Els Vader, Letitia Vriesde, Stella Jongmans, Yvonne van der Kolk en Léon Haan. Hij was later getrouwd met Els Vader. Zij overleed enkele maanden voor hem.

## Nederlandse kampioenschappen
Outdoor
| Onderdeel                 | Jaar                   |
| ------------------------- | ---------------------- |
| 1500 m                    | 1968, 1970, 1973, 1974 |
| veldlopen (lange afstand) | 1970                   |

Indoor
| Onderdeel | Jaar |
| --------- | ---- |
| 1500 m    | 1973 |

## Records

### Persoonlijke records
Outdoor
| Onderdeel   | Tijd            | Datum            | Plaats     |
| ----------- | --------------- | ---------------- | ---------- |
| 800 m       | 1.49,8          |                  |            |
| 1000 m      | 2.20,3 (ex-NR)  | 14 augustus 1974 | Kopenhagen |
| 1500 m      | 3.37,8 (ex-NR)  | 24 juni 1973     | Aarhus     |
| 1 Eng. mijl | 3.57,18 (ex-NR) | 16 augustus 1974 | Zürich     |
| 2000 m      | 5.09,8          | 13 augustus 1975 | Kopenhagen |
| 3000 m      | 7.52,8          | 15 augustus 1973 | Kopenhagen |

Indoor
| Onderdeel | Tijd           | Datum            | Plaats |
| --------- | -------------- | ---------------- | ------ |
| 1500 m    | 3.42,3 (ex-NR) | 24 februari 1973 | Leiden |

### Nederlandse records
Outdoor
| Onderdeel   | Prestatie | Datum            | Plaats     |
| ----------- | --------- | ---------------- | ---------- |
| 1000 m      | 2.20,3    | 14 augustus 1974 | Kopenhagen |
| 1500 m      | 3.37,8    | 24 juni 1973     | Aarhus     |
| 1 Eng. mijl | 4.01,3    | 4 juni 1971      | Eschweiler |
|             | 3.59,3    | 4 september 1973 | Papendal   |
|             | 3.57,18   | 16 augustus 1974 | Zürich     |

Indoor
| Onderdeel | Prestatie | Datum            | Plaats |
| --------- | --------- | ---------------- | ------ |
| 1500 m    | 3.42,3    | 24 februari 1973 | Leiden |

## Palmares

### 800 m
- 1966:  NK - 1.55,4

### 1500 m
- 1968:  NK - 3.46,3
- 1970:  NK - 3.47,4
- 1971: 4e in serie EK indoor Sofia - 3.50,1
- 1971:  NK - 3.46,1
- 1971: 8e EK Helsinki - 3.40,9
- 1972: 7e in ½ fin. OS - 3.44,4 (in serie 3.41,4)
- 1973:  NK indoor - 3.42,3
- 1973: 6e EK indoor Rotterdam - 3.44,45
- 1974:  NK - 3.41,30
- 1974: 4e EK Rome - 3.41,3
- 1975:  NK - 3.47,61

### 4 km
- 1976:  Singelloop Utrecht

### veldlopen
- 1966: 6e NK te Apeldoorn (korte cross, 5000 m) - 16.08
- 1970:  NK te Harderwijk (lange afstand = 10.000 m) - 31.46
- 1973:  NK te Rhenen (lange afstand = 10.500 m) - 31.50
- 1974:  NK te Nijmegen (lange afstand = 9900 m) - 32.03
- 1975:  Warandeloop - 30.52

## Onderscheidingen
- KNAU-atleet van het jaar - 1973
- Unie-erekruis in goud van de KNAU - 1978